# Hiloïdeus
Els hiloïdeus o bufonoideus (Hyloidea o Bufonoidea) són una superfamília d'amfibis anurs.

## Taxonomia
Pertanyen a aquesta superfamília les famílies següents:
- Aromobatidae
- Brachycephalidae
- Bufonidae
- Centrolenidae
- Dendrobatidae
- Heleophrynidae
- Hylidae
- Leptodactylidae
- Myobatrachidae
- Nasikabatrachidae
- Rheobatrachidae
- Rhinodermatidae
- Sooglossidae